# Lucas Mauron
Lucas Ayrton Mauron (* 25. Mai 1998 in Herisau) ist ein Schweizer Automobilrennfahrer. 2013 wurde er zum besten Schweizer Nachwuchsfahrer gewählt.

## Leben
Auf Grund seiner Begeisterung für den Motorsport nannte Maurons Vater seinen Sohn mit dessen zweitem Vornamen nach dem brasilianischen Automobilrennfahrer Ayrton Senna.
Im Alter von drei Jahren begann Mauron mit dem Kart-Fahren. Er besuchte die Sport- und Talentschule Bürgli in St. Gallen. Nach einer Ausbildung zum Heizungsinstallateur absolvierte er eine zweite Lehre als Gebäudetechnikplaner, die er 2019 abschloss. Neben seiner Tätigkeit als Rennfahrer arbeitet er als Gebäudetechnikplaner im Geschäft seines Vaters.

## Karriere
2010 wurde Mauron deutscher Meister im Kartfahren in der Kategorie Mini und erreichte in derselben Klasse den dritten Platz bei der Rotax Max Challenge in Wohlen. Ab 2011 sammelte er Rennerfahrung in der Juniorenklasse KF3 der DMV Kart Championship und startete bei Testrennen der internationalen Deutschen Junioren-Kart-Meisterschaft. 2013 gewann er die Kart-Schweizer-Meisterschaft, womit er sich für die Kart-Weltmeisterschaft im amerikanischen New Orleans qualifizierte.
2014 fuhr Mauron erstmals in der Formel 4 für den Schweizer Rennstall Jenzer und erreichte in Oberitalien im Autodromo Enzo e Dino Ferrari einen Podestplatz. 2017 wurde er für das Young Driver Programm der Lamborghini Squadra Corse selektiert und sammelte Erfahrungen in verschiedenen Rennserien – unter anderem im ADAC GT Masters und in der GT World Challenge Europe. Ebenfalls 2017 nahm er erstmals an der Lamborghini Super Trofeo teil und erreichte durch einen Sieg bei dem Rennen in Imola den 3. Platz in der Lamborghini-Super-Trofeo-Weltmeisterschaft.
2019 fuhr Mauron bei dem 24-Stunden-Rennen in Dubai und erreichte den 5. Platz. Im gleichen Jahr gewann er mit seinen Teamkollegen das Drei-Stunden-Rennen der Blancpain GT3 Series in Silverstone. 2020 ging er auf Grund der fehlenden Unterstützung durch Sponsoren in der GT3-Rennserie während der Corona-Pandemie in der GT4-Rennserie an den Start. In der Saison 2020 gewann er zwei Rennen im belgischen Zolder und erreichte den 1. Platz beim Rennen am Hockenheimring. In der Gesamtwertung der DTM-Masters-Trophy erreichte er am Jahresende den 5. Rang, im Juniorenwettbewerb der DTM-Trophy wurde er Vizemeister.
2021 fuhr Mauron mit seinem Audi R8 LMS GT4 für das Wittener Team Heide-Motorsport in der GT4-Serie der DTM-Trophy. Im niederländischen Assen fuhr er auf den 1. Platz und erreichte im zweiten Rennen einen 2. Rang. Im Sonntagsrennen auf dem Nürburgring wurde er Zweiter. In der Abschlusstabelle erreichte er am Jahresende den 4. Platz der Gesamtwertung.
2022 fuhr Mauron in der GT4-Klasse der GTC-Rennserie für das Team Zakspeed. Bei dem GTC-Sprint auf dem Lausitzring und am GTC Race Saisonfinale in Hockenheim erreichte er in zwei Rennen jeweils den 2. Platz. Die Meisterschaft der GTC-Rennserie 2022 schloss er auf dem 3. Gesamtplatz ab.

## Auszeichnungen
- 2013: Bester Schweizer Nachwuchsfahrer[3]
- 2014: Auto Sport Schweiz Young Driver Award[19]